# The Way (canción de Ariana Grande)
«The Way» es una canción de la cantante estadounidense Ariana Grande en colaboración con el rapero estadounidense Mac Miller, fue lanzada el 25 de marzo de 2013 a través de Republic Records como el primer sencillo del álbum de estudio debut de Grande, Yours Truly (2013). Fue escrita por el productor de la canción Harmony Samuels, junto a Amber Streeter, Al Sherrod Lambert, Jordin Sparks, Brenda Russell y Miller. La canción está basada en la melodía de piano de la canción «A Little Bit of Love» de Rusell lanzada en 1979. Cuenta con similitudes melódicas y líricas a la canción de 1998 «Still Not a Player» de Big Pun, al igual que ésta también incluye un sample de «A Little Bit of Love».
En Estados Unidos alcanzó la posición número nueve de la lista Billboard Hot 100, siendo este el primer top diez para los dos intérpretes en la lista. Esto también convirtió a Grande en la primera en llegar a los diez primeros puestos como artista principal en su primera aparición en la lista Hot 100 desde Yael Naim, quien lo logró con «New Soul» en 2008. La canción también ingresó en las listas de países como Australia, Canadá, Irlanda, Nueva Zelanda y Países Bajos. El tema contó con una recepción crítica positiva; Sam Lansky de Idolator la describió como «dulce, conmovedora y adulta», mientras que la interpretación vocal le pareció a Robert Copsey, de Digital Spy, «poderosa en una canción con agradable riff de piano y con unos ritmos de R&B como de antaño». Asimismo, varios críticos notaron la influencia de Mariah Carey en el tema. Para su promoción, Grande filmó un vídeo musical dirigido por Jones Crow, el cual se estrenó el 26 de marzo de 2013 en la cuenta Vevo de la cantante. Grande la interpretó en diversos eventos, entre los que resalta su presentación en The Ellen DeGeneres Show. Hasta abril de 2018, «The Way» ha vendido 2.4 millones de copias en Estados Unidos y ha recibido certificado triple platino.

## Antecedentes, grabación y composición

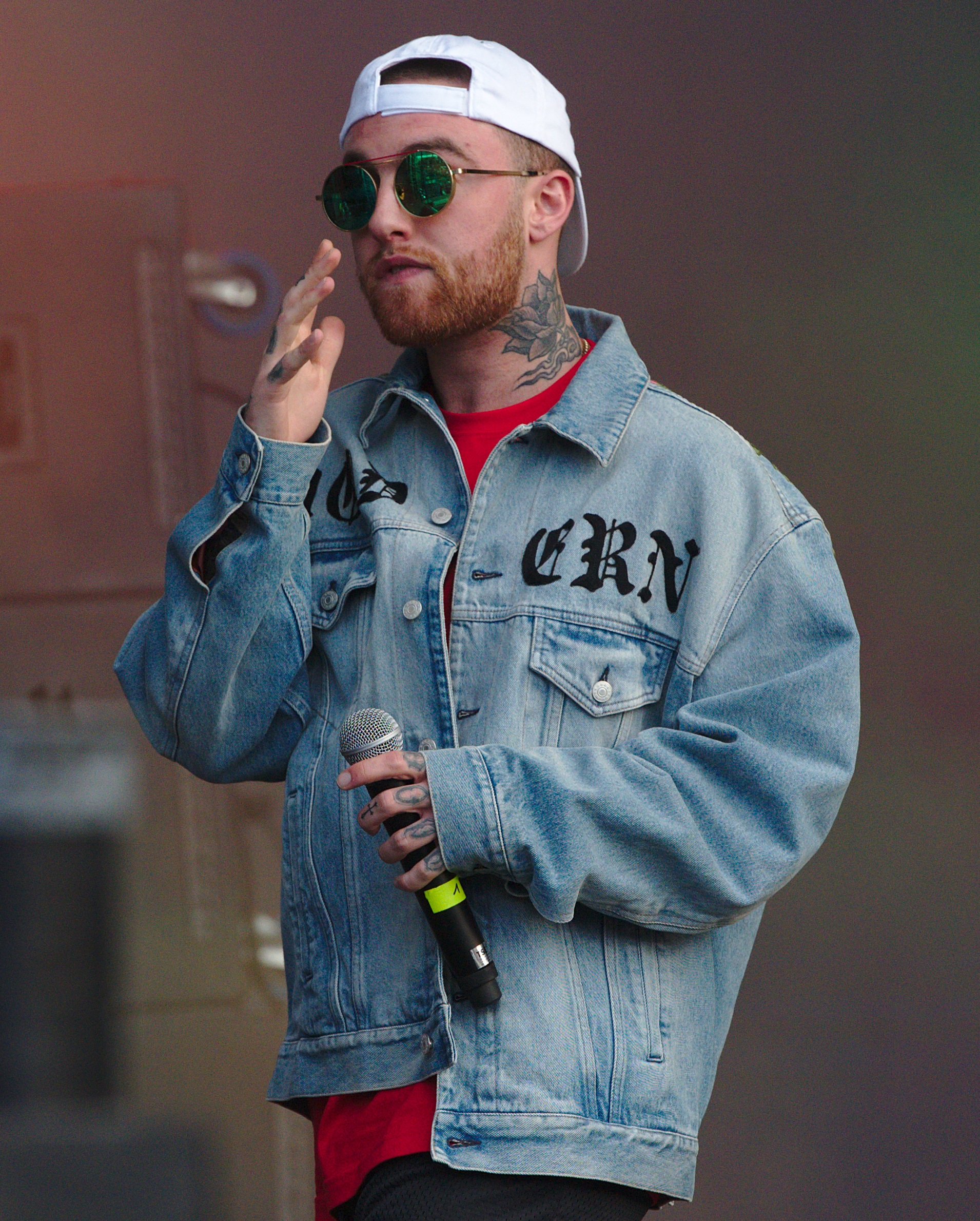
El rapero estadounidense Mac Miller fue invitado a colaborar en «The Way».

El 12 de diciembre de 2011, Grande lanzó su primer sencillo «Put Your Hearts Up», una canción bubblegum pop con un estilo musical muy diferente al de «The Way». Mientras que las letras en «The Way» tratan el tema de una relación romántica y coqueta, con algunas referencias a implicaciones sexuales, «Put Your Hearts Up» fue dirigida al público juvenil, con letras sobre cómo hacer del mundo un lugar mejor. Durante una entrevista de radio en KIIS-FM el 25 de marzo de 2013 sobre su primer sencillo, Grande confesó que, de hecho, había «odiado» tanto el vídeo musical como la canción de igual forma, considerándola como «una terrible primera impresión». Añadió que había querido «fingir que nunca sucedió antes de que ya sucediera» y que no había sentido entusiasmo en promocionar la canción en aquel momento.
En entrevistas posteriores, Grande dio a entender que para sentirse «apasionada» por su música, necesitaba relacionarse con su personalidad madura. En una entrevista con Billboard, dijo: «Cuando hago Sam & Cat, y cuando actúo como Cat, por supuesto, todavía estaré allí para mis fanáticos más jóvenes. Pero también estoy creciendo, casi estoy en los 20. No voy a hacer ninguna locura, pero quiero hacer música que me apasiona. Por fin estoy en una edad en la que puedo hacer la música que crecí amando, que era el pop urbano de los 90. Crecí escuchando a las divas, así que estoy muy feliz de finalmente hacer pop urbano. Espero que se haya recibido bien hasta ahora».
«The Way» se puede considerar como el reinicio de la carrera de Grande como cantante, dirigiéndola hacia un género demográfico más antiguo y un género musical diferente con el que comenzó originalmente. En enero de 2013, se reunió con el productor Harmony Samuels, momento en el que le presentó [a Grande] una demostración de la canción que presentaba las voces del coescritor Jordin Sparks, a quien se pretendía originalmente la canción. El ritmo que Samuels había creado para el sencillo contenía un sample de «A Little Bit of Love» de Brenda Russell, ya sea directa o indirectamente, a través de la canción «Still Not a Player» de Big Pun. Grande se conectó de inmediato con el sonido y le pidió a Mac Miller que participara en la canción con ella, a lo que él respondió: «Me suena como un éxito». La canción se grabó ese mismo mes y llamó la atención del vicepresidente de Republic Records, Charlie Walk, cuando escuchó que se escuchaba desde la oficina del cofundador de Republic Records, Monte Lipman. «Eran las 8:00 de la noche, y escuché una canción que venía de la oficina de Monte [Lipman] a través de mi pared. Él me llamó y reproduje un video, [era] un bricolaje de Ariana [Grande]. Escuchamos la canción e inmediatamente tomé la decisión de establecerla. La terminamos y la lanzamos».
«The Way» es una canción de 3 minutos y 46 segundos derivada del R&B, la música pop y el hip-hop, que contiene mezclas de música urbana, fue compuesta el mismo Samuels junto a Jordin Sparks, Sevyn Streeter, Al Sherrod Lambert, Brenda Russell (quien es acreditada) y Miller, y producida también por Samuels. De acuerdo con las partituras publicadas por Sony/ATV Music Publishing, tiene un ritmo moderado, con un total de 84 latidos por minuto. Su composición está hecha en la bemol mayor, mientras que su interpretación trae voces que varían entre do menor y la bemol menor. La melodía se construye a través de un piano. Estos elementos se complementan con los rasgos característicos del R&B y el hip-hop, derivados del sample tomado de «A Little Bit of Love» de la cantante Brenda Russell. Sus letras hablan de una chica que está enamorada de un chico malo y que ama como la hace sentir. A lo largo de la canción, la frase «I love the way you make me feel/I love it, I love it» se repite varias veces, acompañada de los versos del rap de Miller. Hay siertas similitudes entre el sencillo en cuestión y canciones como «I'm Real» de Jennifer Lopez y «Still Not a Player» de Big Pun y Joe, que usan el mismo sample colocado en «The Way».

## Promoción y lanzamiento
Grande creó una gran revolución en línea en las semanas previas al lanzamiento del sencillo a través de las redes sociales. Ella publicó por primera vez en Twitter sobre «The Way» el 5 de marzo de 2013, indicando que la canción se lanzaría más tarde ese mes. El 13 de marzo, anunció la fecha de lanzamiento. Publicó un avance de la canción y el video musical en su cuenta de YouTube el 16 de marzo y luego compartió un segundo teaser el 21 de marzo.
En la última mitad de marzo, Grande visitó varias radios estadounidenses, centrándose en algunas de las estaciones más populares del país. Visitó tanto la Y-100 Miami así como la 93.3 FM el 18 de marzo para dar entrevistas. Al día siguiente, visitó The Morning Show de Elvis Duran y asistió a una fiesta de lanzamiento promocionada por Z100, donde habló a los fanes sobre su música. El 25 de marzo, visitó KIIS-FM para una entrevista con JoJo Wright y visitó la 99-7 el 29 de marzo. «The Way» fue estrenada en el programa de radio On Air with Ryan Seacrest el 25 de marzo de 2013.

## Recepción

### Comentarios de la crítica

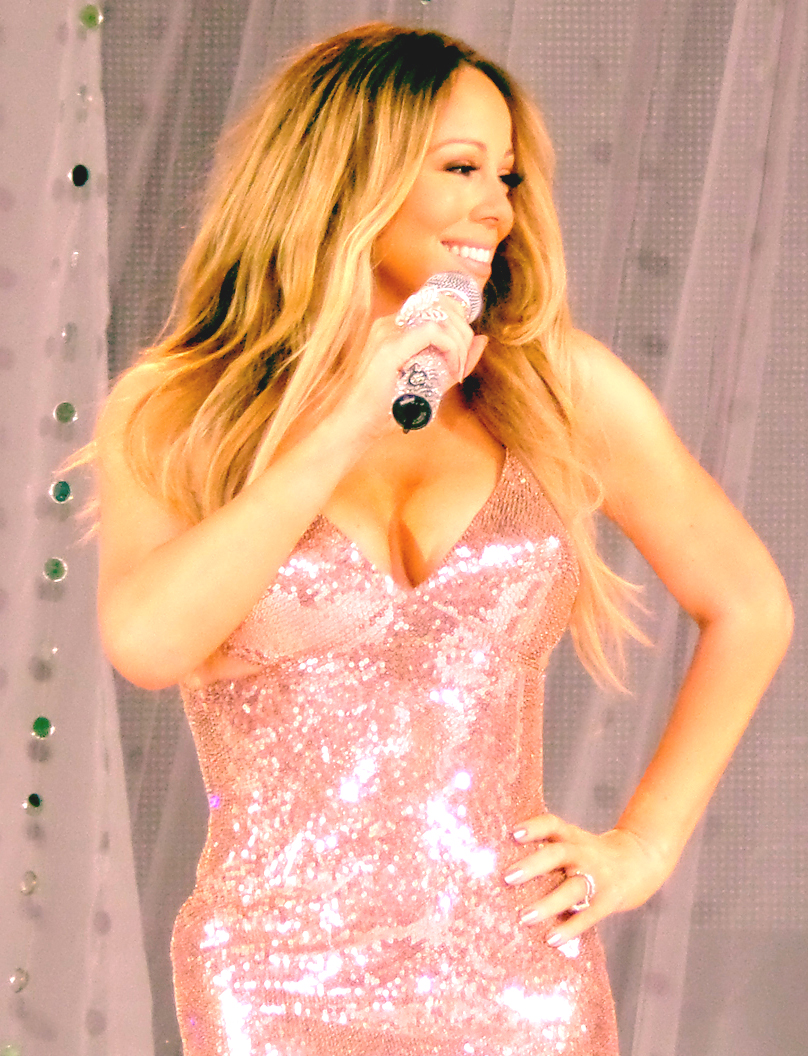
Los críticos compararon la voz de Grande en «The Way» con la de Mariah Carey.

«The Way» recibió en su mayoría comentarios positivos por parte de los críticos de música. Bill Lamb de About.com dijo que «Grande trae en la canción buenos recuerdos del soul, hip hop y el pop similar al de las originales canciones de Carey». El crítico Robert Copsey de Digital Spy comentó: «somos tan culpables por cualquiera de las comparaciones perezosas entre artistas y canciones, pero en el caso del nuevo sencillo de Ariana, comparándolo con Carey se siente especialmente válido porque, bueno, realmente suena como una canción de Carey. Y dado el éxito inmediato que la actriz de Nickelodeon convertida en estrella del pop ha tenido con la pista, vamos a suponer que hay un montón de otras personas que sienten lo mismo». Además agregó que tenía «riff flexible de piano y ritmo del retroceso R&B». Diva Devotee opinó que «la canción es una grabación R&B de piano y pop, que lleva un poco de inspiración de los noventas, algo que ayudó, a lo grande, por el uso de su sample. Las letras son más pegadizas que bien escritas, pero ¿qué más se puede esperar de la estrella del sitcom para niños?».
Sam Lansky de Idolator la describió como «dulce, conmovedora y adulta». Abby West de Entertainment Weekly dijo que podía ser «el siguiente suceso pop» y señaló que la influencia de Carey en el tema es todo «un juego de radio». Jenna Hally Rubenstein de MTV Buzzworthy le dio una crítica positiva y comentó que: «Miller abre la pista con su flow relajado, escupiendo canciones de su nuevo amor de la señorita. Manteniendo un ojo en [Ariana] Grande, ella puede muy bien ser la recién llegada pop más caliente del juego».
Jessica Sager de PopCrush comentó que «la canción en sí no es ni buena ni mala, el problema es que tampoco es memorable. Se desvanece en el fondo, y de vez en cuando el oyente se dibuja de nuevo el par de rimas de Miller, pero no lo suficiente como para mantenerte escuchándola». Para continuar, Sager dijo que: «La canción suena más como debe ir por el camino de una pista de disco en lugar de una sola con un vídeo, pero es un comienzo prometedor para Grande. Es que no es tan grande como debe ser». Nick Catucci de Rolling Stone dijo que «Grande es una princesa para el público, pero un monstruo cuando es el momento, [su voz] es más coqueta que extraña, pero la influencia de Carey da un punto de éxtasis».

### Recibimiento comercial
Dentro de Estados Unidos

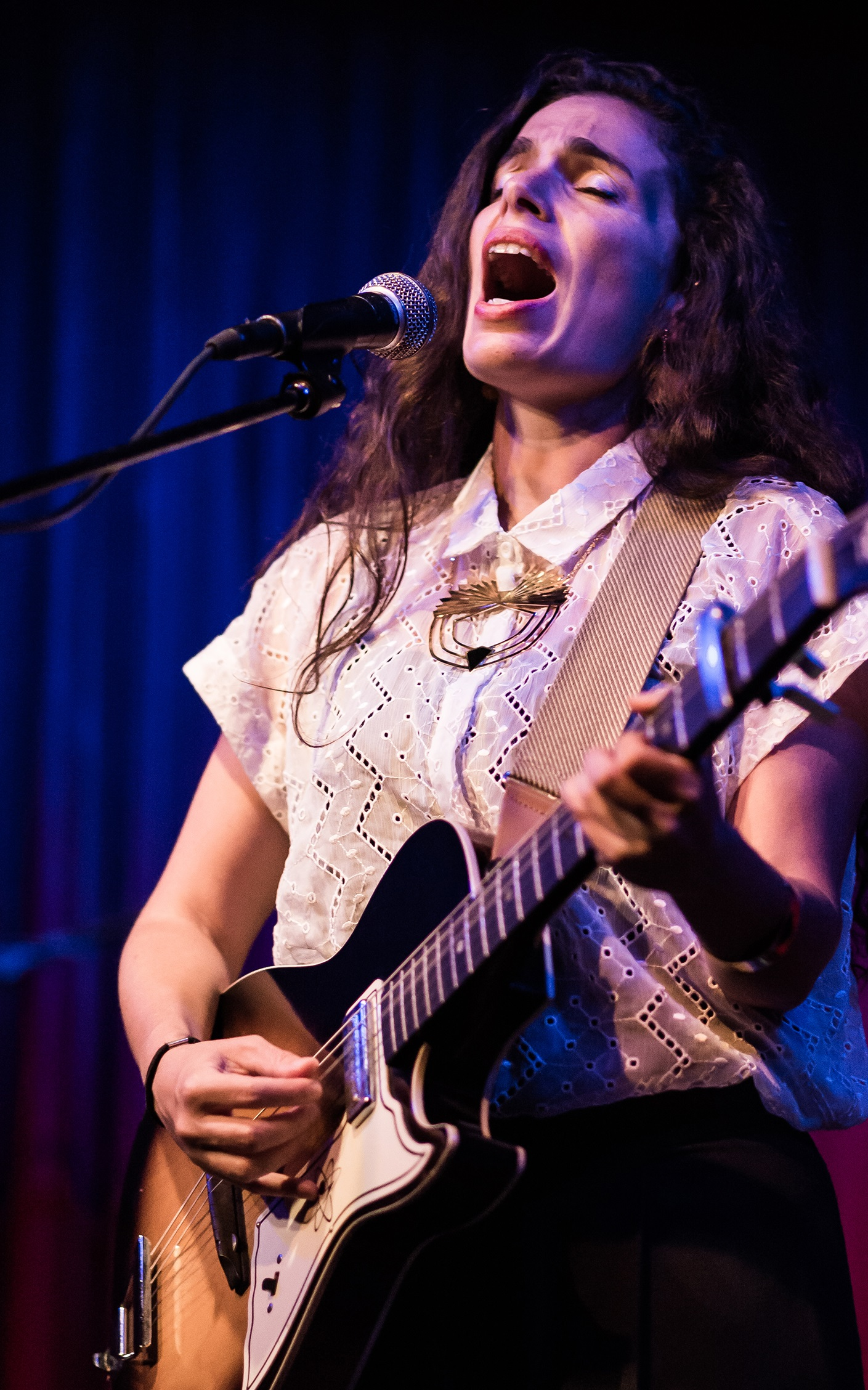
Grande se convirtió en la primera artista en llegar a los diez primeros puestos de la lista Billboard Hot 100 como artista principal en su primera aparición en el listado desde que la cantante israelí Yael Naim (en la imagen) lo lograra con la canción «New Soul» en 2008.

Tras su lanzamiento, «The Way» vendió más de 120,000 descargas digitales en las primeras 48 horas. Habiendo vendido más de 219,000 copias en su primera semana, «The Way» tiene la cuarta cifra de ventas de la primera semana de 2013, por detrás de «Roar» de Katy Perry, «Suit & Tie» de Justin Timberlake y «Best Song Ever» de One Direction. «The Way» debutó en el número 10 en la lista Billboard Hot 100 en la semana que finalizó el 5 de abril de 2013, y se convirtió en el primer hit top 10 de Grande y Miller en la lista. Esto convirtió a Grande en la primera en llegar a los diez primeros puestos como artista principal en su primera aparición en la lista desde Yael Naim, quien lo logró con «New Soul» en 2008. La canción también ingresó en el número 19 del conteo Digital Songs, con lo que se convirtió también en su primer top 10 en la lista. Simultáneamente, debutó en la posición número 14 de la lista Pop Songs y en la lista Radio Songs alcanzó el número 16. La canción cayó al número 22 durante su segunda semana en el Hot 100, y luego al número 37. A medida que las estaciones de radio le prestaban más atención, la canción rebotó gradualmente, llegando finalmente al número 9 durante dos semanas. La canción alcanzó las 500,000 unidades vendidas el 1 de mayo de 2013 y recibió su certificación oro oficial por la RIAA el 6 de mayo de 2013. «The Way» superó el millón de descargas el 10 de junio de 2013 y fue certificada oficialmente platino por la RIAA el 19 de junio de 2013. Hasta septiembre de 2013, la canción había vendido 2,000,000 copias en Estados Unidos. «The Way» pasó 26 semanas en el Billboard Hot 100, estando entre los 40 mejores. La versión spanglish de «The Way» alcanzó el número 5 en la lista Latin Pop Songs de Billboard en la semana que terminó el 24 de agosto de 2013. Hasta abril de 2018, «The Way» había vendido más de 2.4 millones de copias en Estados Unidos y había recibido certificado triple platino.
En otros países
La canción logró posicionarse en el puesto número 37 de Australia, en la región Flandes de Bélgica logró igresar en el número 58 y en la lista urbana logró posicionarse en el número 39, en Canadá logró posicionarse el número 33 y llegó al puesto número 24 en Corea del Sur. En Irlanda se posicionó en el puesto número 51, en Japón alcanzó el número 66 y Nueva Zelanda llegó al número 31, y al puesto número 22 de Países Bajos, mientras que en Reino Unido obtuvo el puesto 41 en su lista original, y el 8 en la de género R&B, y en Ucrania el puesto número 3.

## Premios y nominaciones
| Año  | Premiación         | Categoría             | Resultado | Ref.   |
| ---- | ------------------ | --------------------- | --------- | ------ |
| 2013 | Teen Choice Awards | Mejor Canción de Amor | Nominada  | [ 68 ] |

## Vídeo musical
El vídeo musical de «The Way» se filmó el 10 y 11 de febrero de 2013. El 16 de marzo de 2013, el primer teaser de la canción se publicó en canal Grande en YouTube. El segundo teaser fue lanzado en el sitio web de Ryan Seacrest dos días después, y más tarde en la página de Grande. El vídeo completo se publicó el 28 de marzo de 2013. Fue dirigido por Jones Crow, el video consta de Grande, Miller y un grupo de bailarines. Grande posa para fotos tomadas por Miller en varias escenas, mientras bailan alrededor de una habitación llena de globos y sus imágenes se proyectan en la pared. Al final del vídeo Miller y Grande se besan, y Grande lo describió como «toda una declaración» de crecer. El vídeo fue certificado por Vevo el 2 de octubre de 2013 y alcanzó los 100 millones de visitas. A partir de septiembre de 2021, el vídeo musical cuenta con más de 425 millones de visitas en YouTube.

### Recepción crítica
En general, el vídeo fue bien recibido por la crítica. Durante la publicación de los teasers, Kat Lee de PopCrush ya había emitido una opinión positiva sobre el clip. Ella escribió: «¡Bien, Ariana, estamos listos para el vídeo completo de la canción! ¡Acércate con él!». Después del estreno del material, las críticas también fueron favorables. Brittany Lewis del portal Global Grind lo definió como «despreocupado» y «tierno», afirmando que el beso dado por la pareja de cantantes al final es el resultado de flirtes y de una «tensión sexual». Charvelle Holder, en su comentario emitido para el sitio web de Ryan Seacrest, destacó la química entre la pareja a lo largo de las escenas. Liza Darwin de MTV Style comentó sobre la interacción casual de cantantes en las escenas, afirmando que el estilo «simple pero aún así legal» de Miller, es el complemento ideal para la «mirada femenina» de Grande. «Estos dos son claramente un par perfecto... Al menos en el vídeo», dijo Liza. Jamie Primeau de la versión en línea de la revista Seventeen afirmó que el video «es tan divertido como la canción».

## Presentaciones en vivo

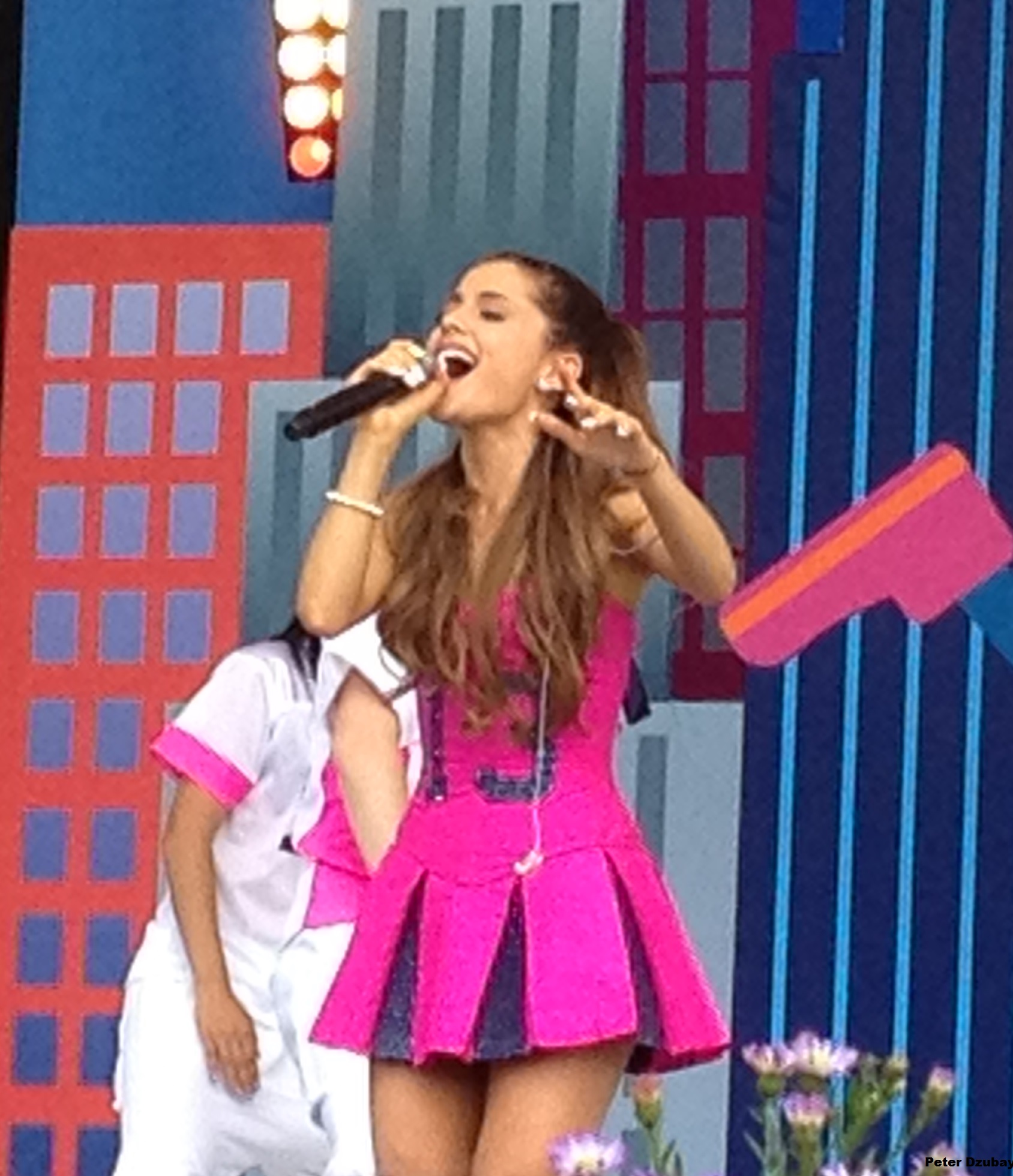
Grande en el Worldwide Day of Play en 2013.

Grande realizó presentaciones de «The Way» en varios de los principales conciertos de radio en Estados Unidos, incluido el concierto Wango Tango de KIIS-FM el 11 de mayo de 2013 en Los Ángeles, en el concierto Star Party 101.3 de KDWB el 17 de mayo de 2013 en Minneapolis, el evento Kiss Concert 2013 en Boston, en el concierto Birthday Bash de AMP Radio el 30 de junio de 2013 también en Boston, y el concierto Red White & Boom de Mix 93.3 el 5 de julio de 2013 en Kansas City. Estuvo programada para cantar la canción en el concierto Summer Bash de B96 el 15 de junio de 2013 en Chicago, pero tuvo que cancelarla debido a que estaba enferma.

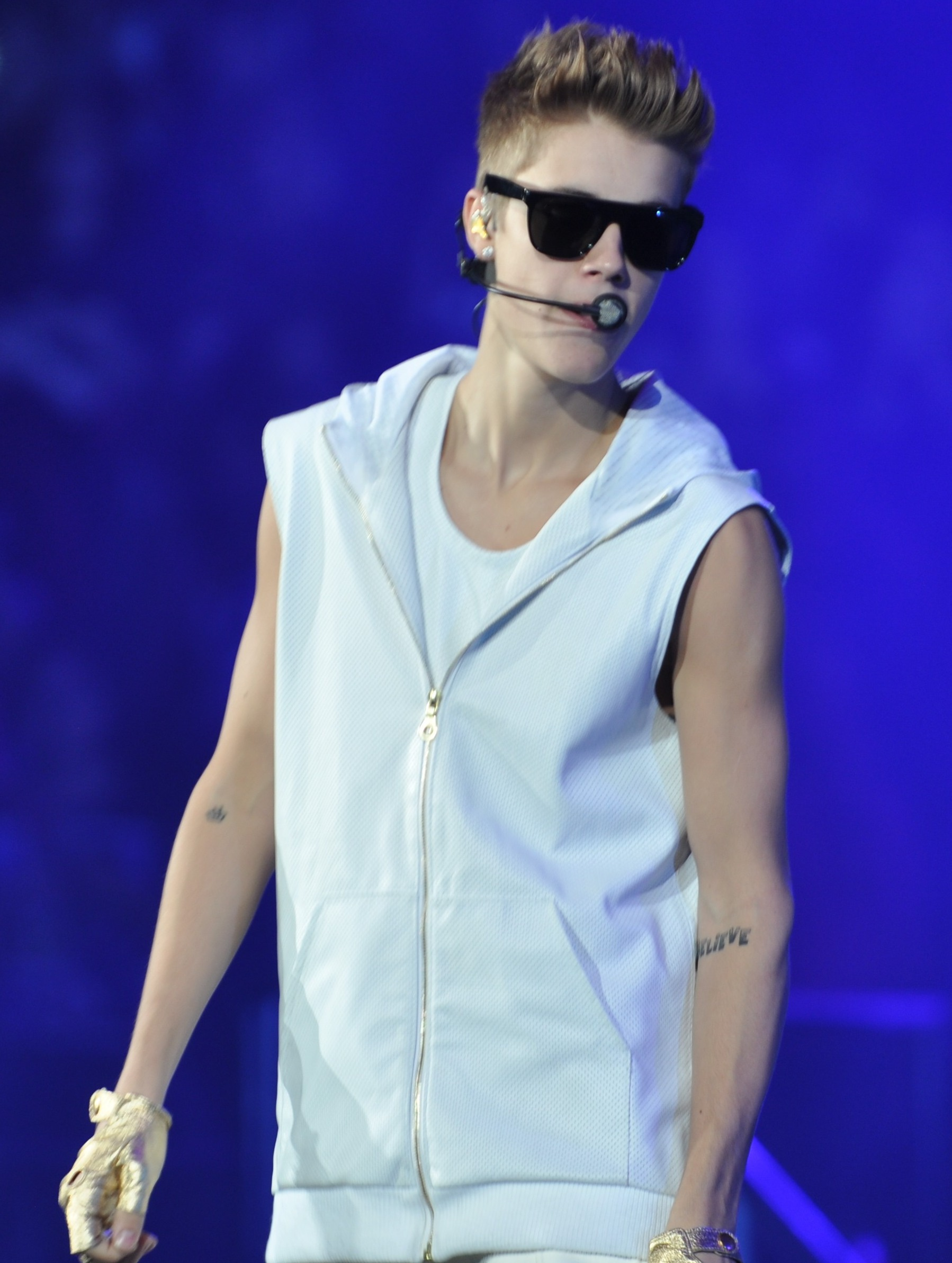
Como parte de la promoción de «The Way», Grande sirvió como acto de apertura de la gira Believe Tour, del cantante canadiense Justin Bieber.

La primera actuación televisada de la canción se emitió el 29 de mayo de 2013 en The Ellen DeGeneres Show. Su segunda actuación televisada se emitió en Late Night With Jimmy Fallon el 14 de junio de 2013.
Grande fue el acto de apertura de las últimas tres fechas en Estados Unidos de la gira Believe Tour de Justin Bieber, donde también interpretó «The Way». Las presentaciones tuvieron lugar en Jacksonville, Tampa y Atlanta el 7, 8 y 10 de agosto, respectivamente.
Junto con un segundo sencillo, «Baby I», Grande interpretó «The Way» en el pre-show de los MTV Video Music Awards 2013 en el Barclays Center en Brooklyn, Nueva York, el 25 de agosto. Más tarde interpretó la canción junto a Miller en Today Show el 3 de septiembre de 2013 para celebrar el lanzamiento de su álbum, Yours Truly, y para promocionarlo.
También interpretó la canción en el concierto Worldwide Day of Play 2013 de Nickelodeon y en Jimmy Kimmel Live! el 15 de octubre. Grande tocó la canción en todos los conciertos de The Listening Sessions y el Jingle Bell Ball 2013. La canción se interpretó por última vez en 2013 en el New Years Rockin' Eve, donde Miller se unió a Grande en el escenario.
En 2014, Grande interpretó la canción mezclada con «Problem» en los premios iHeartRadio Music Awards 2014. Ella interpretó la canción el 5 de mayo en el Wango Tango 2014. Grande también interpretó «The Way» junto con algunas canciones en el Easter Egg Roll de 2014 en la Casa Blanca. También se presentó la pista en algunos escaparates de Tokio, Japón, para promover el lanzamiento de Yours Truly en el país. La canción se interpretó en junio en la iHeartRadio Ultimate Pool Party de 2014 y nuevamente ese mismo mes en el Fireworks Spectacular de Macy's el 4 de julio. El 19 de septiembre de 2014, interpretó «The Way» junto con otras canciones en el iHeartRadio Music Festival 2014. En 2015, fue agregada a la lista de canciones de su primera gira mundial, The Honeymoon Tour. Grande interpretó la canción por última vez junto a Miller en el concierto benéfico One Love Manchester el 4 de junio de 2017.

## Demanda por infracción de derechos de autor
El 11 de diciembre de 2013, Minder Music presentó una demanda por infracción de derechos de autor contra Grande, Sony/ATV, UMG Recording y otras partes. Afirmó que la línea «What we gotta do right here is go back, back into time», con la que Miller abre en «The Way», infringe sus derechos de autor en la canción «Troglodyte» de 1972 de The Jimmy Castor Bunch, que contiene la letra hablada: «What we're gonna do right here is go back, way back, back into time».
La demanda argumentó que las similitudes de las canciones incluyen «letras casi idénticas; velocidad de pronunciación similar con un ritmo rápido y constante para «What we gotta do right» y un ritmo ligeramente más lento para «here is go back» y una ubicación sustancialmente similar en el comienzo» de ambas canciones. Minder Music solicitó una orden judicial permanente, daños legales de $150,000 por infracción y honorarios legales. El caso se resolvió fuera de los tribunales en 2015.

## Formatos y versiones
El 25 de marzo de 2013, «The Way» se envió a las estaciones de radio en su versión original en Estados Unidos. Al día siguiente, comenzó a distribuirse en América a través de la tienda iTunes. Un día después, el 27 de marzo, se envió al resto del mundo para su descarga digital a través de plataformas digitales. Al siguiente mes fue enviada a las radios rítmicas en Estados Unidos. Grande grabó una versión de la canción en spanglish como parte de la promoción de la misma en el mercado latino de Estados Unidos. La versión alternativa del tema fue encomendada después de que Grande y su discográfica, Republic Records, cerraron una alianza con Univision Radio (red de emisoras de radios latinas ubicadas en territorio estadounidense) para que esta se introdujera en su programación. El vicepresidente de Republic, Charlie Walk, dio su opinión sobre la asociación afirmando que «esa es una oportunidad fenomenal de conversar directamente con un gran y fiel público». Grande también demostró su felicidad con el proyecto declarando estar muy contenta por poder haber grabado esa versión «para ellos [su público latino]». La canción fue enviada de manera oficial el 10 de mayo a las radios latinas. El 21 de mayo del mismo año comenzó la distribución del sencillo en CD en tiendas de música.[cita requerida] Esta edición contenía la canción original y una versión en donde Grande la interpreta en solitario, además de un póster como regalo. El 4 de junio comenzó la distribución de la versión spanglish en plataformas digitales. El 11 de junio, se lanzó una versión remix de la canción, no cuenta con los versos de Miller, es sustituido por el también rapero estadounidense Fabolous, actualmente esta versión no se encuentra disponible en plataformas digitales. El 13 de septiembre de ese mismo año, fue lanzada una nueva versión spanglish de la canción pero esta vez Miller fue sustituido por el cantante colombiano J Balvin, esta versión también fue exclusiva para Hispanoamérica.

## Lista de canciones
- Mundo – Descarga digital - Streaming[106]

| N.º | Título                         | Duración |  |
| 1.  | «The Way» (junto a Mac Miller) | 3:46     |  |

- Hispanoamérica – Descarga digital - Streaming (versiones en spanglish)[107][108]

| N.º | Título                       | Duración |  |
| 1.  | «The Way» (junto a J Balvin) | 3:46     |  |

| N.º | Título                         | Duración |  |
| 1.  | «The Way» (junto a Mac Miller) | 3:46     |  |

- Sencillo en CD

| N.º | Título                         | Duración |  |
| 1.  | «The Way» (junto a Mac Miller) | 3:48     |  |
| 2.  | «The Way» (versión solo)       | 3:10     |  |

## Créditos y personal
El proceso de elaboración de «The Way» tiene asignado los siguientes créditos:
Grabación y publicación
- Mezclada en Larrabee Studios (Los Ángeles, California)
- Masterizada en Sterling Sound (Nueva York)
- Publicada por las siguientes empresas: H-Money Music/RJ Productions/EMI April Music (ASCAP), AmbeeStreet Publishing/CBE Publishing LLC/Sony/ATV Tunes LLC (ASCAP), Al Sherrod Lambert/Penmanship Publishing (BMI), Jordin Sparks Music, BMG Rights Management LLC Publishing (BMI), Blue Slide Park Music (BMI) y Almo Music Corp. (ASCAP)
- Contiene demostraciones de «A Little Bit of Love», escrita por Brenda Russell y publicada por Almo Music Corp. (ASCAP)
- La participación de Miller es una cortesía de Roustom Records.

Producción
- Ariana Grande - vocales, producción vocal
- Mac Miller - vocales, compositor
- Harmony Samuels - compositor, productor
- Carlos Rey - ingeniero
- Jose Cardoza - ingeniero
- Chris «Tek» O'Ryan - ingeniero vocal
- Jaycen Joshua - mezcla
- Trehy Harris - asistente de mezcla
- Al Sherrod Lambert - compositor
- Amber Streeter - compositora
- Brenda Russell - compositora
- Jordin Sparks - compositora

## Posicionamiento en listas

### Semanales
| Lista (2013–14)                             | Mejor posición |
| ------------------------------------------- | -------------- |
| Australia (ARIA)                            | 37             |
| Bélgica (Flandes) (Ultratip Bubbling Under) | 58             |
| Bélgica (Flandes) (Ultratop Urban)          | 39             |
| Canadá (Canadian Hot 100)                   | 33             |
| Corea del Sur International Chart (Gaon)    | 24             |
| Estados Unidos (Billboard Hot 100)          | 9              |
| Estados Unidos (Adult Top 40)               | 40             |
| Estados Unidos (Mainstream Top 40)          | 12             |
| Estados Unidos (Rhythmic)                   | 2              |
| Estados Unidos (Songs Of The Summer)        | 9              |
| Irlanda (IRMA)                              | 51             |
| Japón (Japan Hot 100)                       | 66             |
| Países Bajos (Mega Single Top 100)          | 22             |
| Países Bajos (Dutch Top 40)                 | 28             |
| Nueva Zelanda (Recorded Music NZ)           | 31             |
| Reino Unido (UK Singles Chart)              | 41             |
| Reino Unido (UK R&B Chart)                  | 8              |
| Ucrania (Ukranian Pop Chart)                | 3              |

Versión con J Balvin
| Lista (2013)                       | Mejor posición |
| ---------------------------------- | -------------- |
| Estados Unidos (Latin Pop Airplay) | 5              |

### Listas de fin de año
| Lista (2013)                       | Posición |
| ---------------------------------- | -------- |
| Estados Unidos (Digital Songs)     | 38       |
| Estados Unidos (Billboard Hot 100) | 31       |
| Estados Unidos (On-Demand Songs)   | 42       |
| Estados Unidos (Radio Songs)       | 52       |
| Estados Unidos (Streaming Songs)   | 14       |

## Certificaciones
| País           | Organismo certificador | Certificación | Ventas certificadas | Simbolización | Ref.    |
| -------------- | ---------------------- | ------------- | ------------------- | ------------- | ------- |
| Australia      | ARIA                   | Oro           | 35 000              | ●             | [ 118 ] |
| Brasil         | PMB                    | Platino       | 40 000              | ●             | [ 119 ] |
| Canadá         | MC                     | Platino       | 80 000              | ●             |         |
| Estados Unidos | RIAA                   | 3× Platino    | 2 400 000           | 2▲            | [ 121 ] |
| Reino Unido    | BPI                    | Platino       | 200 000             | ▲             | [ 121 ] |
| Venezuela      | APFV                   | Oro           | 5 000               | ●             | [ 122 ] |

## Historial de lanzamiento
| País o región           | Fecha                    | Versión                        | Formato                     | Discográfica                      | Ref.          |
| ----------------------- | ------------------------ | ------------------------------ | --------------------------- | --------------------------------- | ------------- |
| Estados Unidos          | 25 de marzo de 2013      | Original                       | Contemporary hit radio      | Universal Music, Republic Records | [ 40 ]        |
| América                 | 26 de marzo de 2013      | Original                       | Descarga digital, Streaming | Universal Music, Republic Records | [ 94 ] [ 95 ] |
| Mundo                   | 27 de marzo de 2013      | Original                       | Descarga digital, Streaming | Universal Music, Island Records   | [ n. 4 ]      |
| Estados Unidos          | 11 de abril de 2013      | Original                       | Rhytmic Contemporary radio  | Republic Records, Universal Music | [ 99 ]        |
| Estados Unidos          | 10 de mayo de 2013       | Spanglish (junto a Mac Miller) | Latin radio                 | Republic Records, Universal Music | [ 100 ]       |
| Mundo                   | 21 de mayo de 2013       | Original — Solitario           | Sencillo en CD              | Universal Music                   | [ 102 ]       |
| Rusia                   | 31 de mayo de 2013       | Spanglish (junto a Miller)     | Descarga digital, Streaming | Universal Music                   | [ 123 ]       |
| Mundo                   | 4 de junio de 2013       | Spanglish (junto a Miller)     | Descarga digital, Streaming | Republic Records, Universal Music | [ 103 ]       |
| Alemania                | 5 de junio de 2013       | Spanglish (junto a Miller)     | Descarga digital, Streaming | Republic Records, Universal Music |               |
| España                  | 5 de junio de 2013       | Spanglish (junto a Miller)     | Descarga digital, Streaming | Republic Records, Universal Music |               |
| Estados Unidos          | 11 de junio de 2013      | Remix (junto a Fabolous)       | —                           | —                                 | [ 104 ]       |
| Mundo ( Hispanoamérica) | 13 de septiembre de 2013 | Spanglish (junto a J Balvin)   | Descarga digital, Streaming | Universal Music, Republic Records | [ 105 ]       |